# Округ Харис (Џорџија)
Округ Харис (енгл. Harris County) је округ у америчкој савезној држави Џорџија.

## Демографија
По попису из 2010. године број становника је 32.024, што је 8.329 (35,2%) становника више него 2000. године.
| Група             | 2000.          | 2010.          |
| Белци             | 18.444 (77,8%) | 24.848 (77,6%) |
| Афроамериканци    | 4.614 (19,5%)  | 5.506 (17,2%)  |
| Азијати           | 120 (0,5%)     | 287 (0,9%)     |
| Хиспаноамериканци | 260 (1,1%)     | 872 (2,7%)     |
| Укупно            | 23.695         | 32.024         |